# Winterberg
Winterberg (pronunciación en alemán: /ˈvɪntɐˌbɛʁk/ⓘ) es una pequeña ciudad de 14 325 habitantes en el distrito de Hochsauerland en el estado federado de Renania del Norte-Westfalia, Alemania. Winterberg se encuentra a una distancia de unos 80 km al sureste de la región del Ruhr, la región industrial más importante de Alemania, en los montes Rothaargebirge.

## Historia

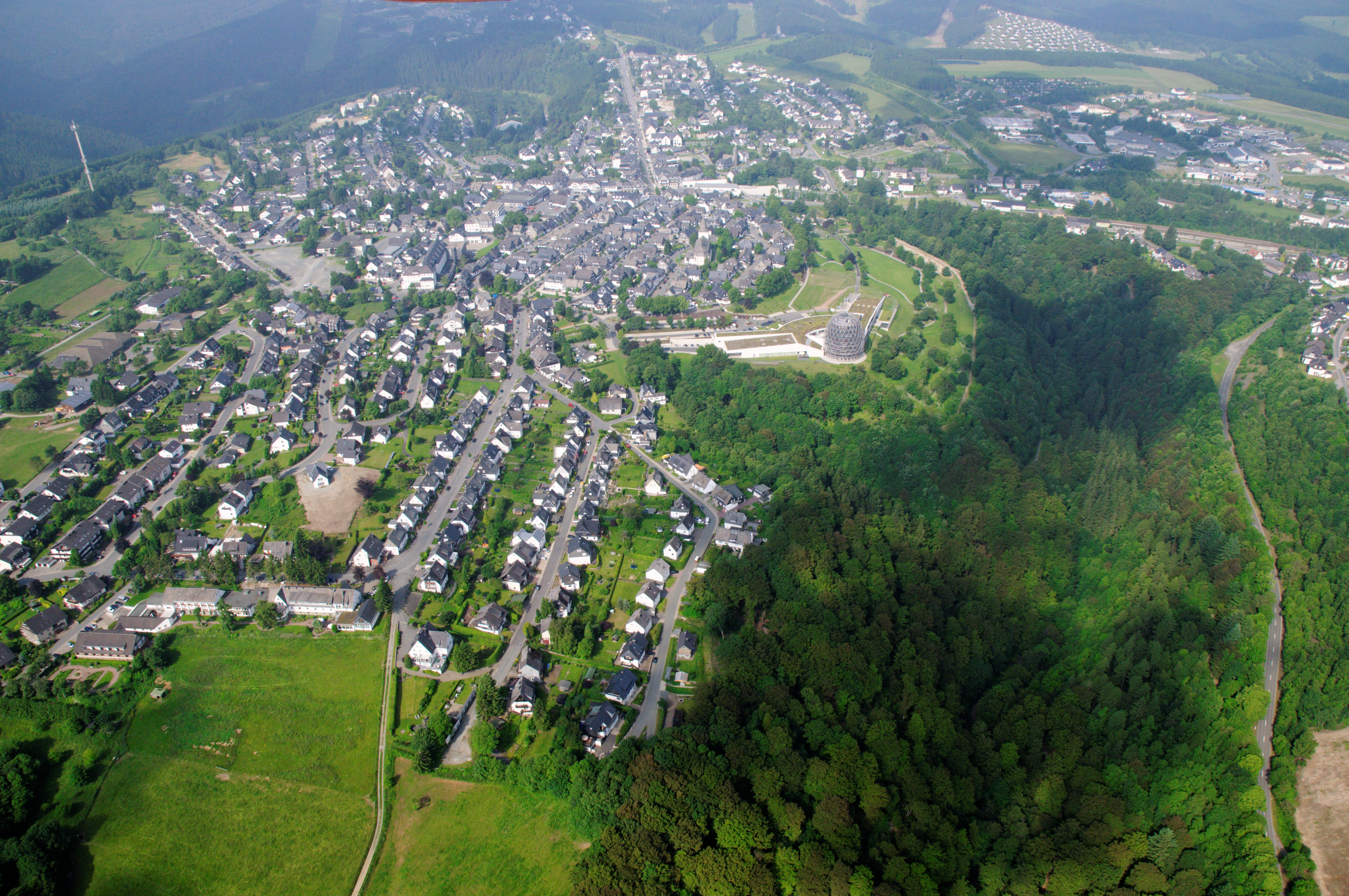
Winterberg

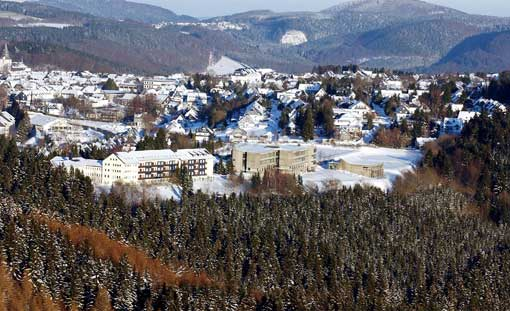
Vista de Winterberg en invierno

La historia de la ciudad se remonta hasta el año 1240, y en el año 1276 adquirió derechos de ciudad. Debido a que presentaba pocas posibilidades para el desarrollo agrícola, la principal actividad económica era el comercio, por lo que en el siglo XIV formó parte de la Liga Hanseática. La ciudad no sufrió daños durante la Guerra de los Treinta Años a pesar de ser lugar de acuartelamiento de mercenarios en varias ocasiones y ser atacada en 1640 por los suecos. Fue también escenario de varios procesos y ejecuciones en la época de la caza de brujas entre los siglos XVI y XVIII. La ciudad tiene una placa en memoria de estas víctimas.
Winterberg fue completamente consumida por un incendio en 1759 y en 1791 la mayor parte de la ciudad fue nuevamente víctima de las llamas. Con las Guerras Napoleónicas empezó una época de decadencia para la ciudad. En 1802 fue ocupada por las fuerzas del Ducado de Westfalia y poco a poco se fueron reduciendo los derechos ciudadanos. En 1804 se estableció el servicio militar obligatorio con un enlistamiento de diez años y se incrementaron los impuestos. Para 1815 la ciudad estaba en la quiebra y en el año siguiente hubo una hambruna que fue superada gracias a que los nuevos regentes de la región, Prusia, que transportaron trigo desde las regiones del Báltico. Entre el fin de las Guerras Napoleónicas y la Segunda Guerra Mundial, Winterberg no se vio envuelta en más guerras y con la regencia prusiana la situación de la ciudad mejoró poco a poco, de tal manera que, para 1842, la ciudad no tenía ya deudas.
Durante la dictadura nazi la comunidad judía fue perseguida y deportada. Al final de la Segunda Guerra Mundial no quedaba ningún judío en Winterberg. El 2 de abril de 1945 hubo combates en el área de la ciudad entre las fuerzas americanas y alemanas. El 4 de abril los combatientes acordaron permitir la retirada sin lucha de las fuerzas alemanas, lo que salvó a la ciudad de la destrucción.

## Infraestructura deportiva
Debido a su situación geográfica, con frecuentes nevadas y su cercanía a grandes centros urbanos, Winterberg se desarrolló como un centro de deportes invernales y de recreación tras la Segunda Guerra Mundial. Cuenta con numerosas pistas para la práctica del esquí alpino y el esquí nórdico. Hay además un trampolín para salto en esquí y una pista refrigerada para luge y bobsleigh. Esta última ha sido el escenario de varios campeonatos nacionales y mundiales para ambos deportes, lo mismo que para competencias de la Copa del Mundo.

## Ciudades hermanas
- Le Touquet (Francia) -- desde 1974
- Rijssen (Holanda) -- desde 1974
- Rixensart (Bélgica) -- desde 1989
- Oberhof (Alemania) -- desde 1990